# Lemon's Chair
Lemon's Chair（レモンズチェアー）は、日本のシューゲイザー・バンド
2002年1月、イマニシマサシとYUKOにより結成される。

2009年、レーベル「High Fader RECORDS」を設立。

FM802主催 MINAMI WHEEL 2009、2010、2011出演。

2011年、MY BLOODY VALENTINEマネージャーvinita joshiが運営するRocket Girlに参加。
シューゲイザー系アーティストが来日する際にはフロントアクト指名されることが多く、ウルリッヒ・シュナウス
Ulrich Schnauss(ドイツ)、 チャプターハウス、Chapterhouse (イギリス)、ザ・ペインズ・オブ・ビーイング・ピュア・アット・ハートTHE PAINS OF BEING PURE AT HEART(アメリカ)、SPECTRUM(スペースメン３)(イギリス)、RINGO DEATHSTARR(アメリカ)、The Deer Tracks(スウェーデン)、Sad Day for Puppets(スウェーデン)、ceremony(アメリカ)、Letting Up Despite Great Faults(アメリカ)、eskimohunter(アメリカ)、Screen Vinyl Image(アメリカ)、YACK(イギリス）といった来日公演等に出演している。

日本国内のシューゲイザー・バンドによるフェス「JAPAN SHOEGAZER FESTIVAL」を東京・名古屋・大阪を開催している。

## メンバー
- イマニシ マサシ - ギター
- YUKO - ギター
- Tatsu　(サポート ドラム/元HARTFIELD/cruyff in the bedroom)

## ディスコグラフィー

### アルバム
|     | タイトル           | 発売日        | 規格品番  | 備考 |
| --- | ------------------ | ------------- | --------- | ---- |
| 1st | I hate? I hope?    | 2010年4月7日  | T2DL-4012 |      |
| 2nd | my favorite reverb | 2014年3月19日 | HFR-1207  |      |

### コンピレーション等
- Series Two Records Compilation Vol.20 （2009年1月20日）
アメリカのSeries Two Recordsによるコンピレーション。「Oblivion」を収録。
- high shoegazer Lemon's Chair/monocism （2009年7月2日）
※monocismとのスプリット盤。「ivory」と「sonar」を収録。
- 3...2...1...A Rocket Girl Compilation（2011年1月24日）
イギリスのROCKET GIRLによるコンピレーション。「swallowtail」を収録。

- The Light Shines into Your Dream（2011年8月3日）
Vinyl Junkie Recordingsが企画する東日本大震災の被災者救済支援コンピレーション・デジタルアルバム。「Brilliant」を収録。
- Japan shoegazer as only one Lemon's Chair/東京酒吐座 （2013年1月23日）
※東京酒吐座とのスプリット盤。「blauer」と「jubilee」を収録。
- YELLOW LOVELESS（2013年1月23日）
※日本のミュージシャン達によるMY BLOODY VALENTINE『loveless』のトリビュート盤。「to here knows when」と「what you want」を収録。